# Franz Fischer
Pour les articles homonymes, voir Joseph Fischer et Fischer.
Franz Josef Emil Fischer (né le 19 mars 1877 à Fribourg-en-Brisgau, mort le 1er décembre 1947 à Munich) était un chimiste allemand qui a avec Hans Tropsch développé le procédé Fischer-Tropsch.
Il est d'autre part à l'origine de la méthode de titrage de Fischer, largement utilisée pour l'évaluation de la teneur en produits pétroliers des schistes bitumineux.

## Biographie

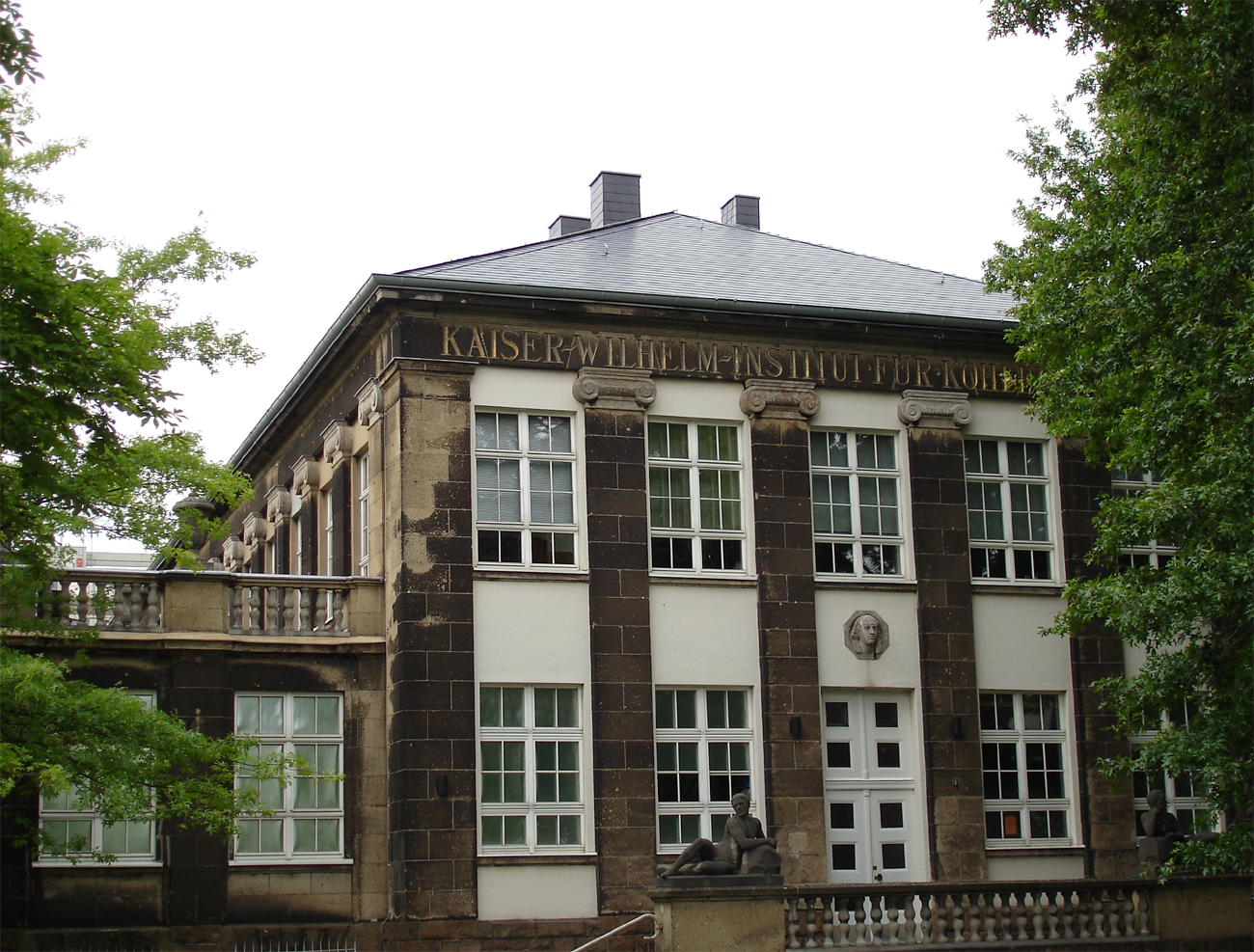
L’Institut Kaiser-Wilhelm des Charbonnages, dont Fischer fut le premier directeur.

Après des études à Fribourg, Munich et Giessen, où il soutint sa thèse en 1901 sous la direction de Karl Elbs (de), il soutint sa thèse d’habilitation en 1904 et devint le collaborateur d’Emil Fischer à l’Université de Berlin. En 1911, il obtenait la chaire de chimie organique de l’Université technique de Berlin, et en 1913 se vit confier la direction d’un nouveau centre de recherches, l’Institut Kaiser-Wilhelm des Charbonnages à Mülheim an der Ruhr. Adhérent du parti nazi dès 1933, il conserva sa chaire jusqu’à l’octroi du titre de professeur émérite en 1943. Son successeur à ce poste sera le futur prix Nobel Karl Ziegler.
Avec l’ingénieur Heinrich Reisner (de), le maire d'Essen Hans Luther et le banquier Wilhelm von Waldthausen (de), Fischer avait fondé en 1919 la Société d'émulation scientifique, culturelle et économique de Rhénanie (Dachgesellschaft für die wissenschaftlichen, kulturellen und wirtschaftlichen Bestrebungen). Cette société est elle-même à l'origine de l'inauguration en 1927 de la Haus der Technik d'Essen, un des plus vieux instituts de formation continue. En 1932, Fischer fut élu membre de l'académie Leopoldine,.
Une rue de Mülheim-an-der-Ruhr lui a été dédiée en 1959[réf. nécessaire].